# Verordnung über elektromagnetische Felder
Die Verordnung über elektromagnetische Felder (26. BImSchV) enthält Anforderungen zum Schutz der Allgemeinheit und der Nachbarschaft vor schädlichen Umwelteinwirkungen und zur Vorsorge gegen schädliche Umwelteinwirkungen durch elektrische, magnetische und elektromagnetische Felder bzw. zur Elektromagnetischen Umweltverträglichkeit – EMVU. Sie ist nicht zu verwechseln mit der Verordnung zum Schutz der Beschäftigten vor Gefährdungen durch elektromagnetische Felder (Arbeitsschutzverordnung zu elektromagnetischen Feldern – EMFV).

## Geschichte
Seit dem Inkrafttreten der Verordnung im Jahre 1997 ergab sich die Notwendigkeit, die Grenzwerte für die von Mobilfunkmasten verursachten elektromagnetischen Felder zu überarbeiten.  Ferner wurde eine Novellierung der 26. BImSchV im Zusammenhang mit dem geplanten Ausbau der erneuerbaren Energie vorgenommen. 2016 trat außerdem die Allgemeine Verwaltungsvorschrift zur Durchführung der Verordnung über elektromagnetische Felder – 26. BImSchV (26. BImSchVVwV) in Kraft.

## Inhalt
Erfasst sind Anwendungsbereiche elektrischer Energie, die mit niederfrequenten elektrischen und magnetischen Feldern verbunden sind, wie z. B. die Stromübertragung. Außerdem sieht die Verordnung auch Regelungen für Hochspannungs-Gleichstrom-Übertragungsanlagen (HGÜ-Anlagen) vor – eine neue Technik, die beim Stromnetzausbau eingesetzt werden wird, aber bislang ungeregelt war.
Die Grenzwerte basieren auf den Empfehlungen der Strahlenschutzkommission (SSK), der Internationalen Kommission für den Schutz vor nicht ionisierender Strahlung (ICNIRP) und dem Rat der Europäischen Gemeinschaft und sind an allen Orten, die zum dauerhaften oder vorübergehenden Aufenthalt von Menschen bestimmt sind, verbindlich.
Zum Nachweis der Erfüllung dieser Anforderung dient die Standortbescheinigung, die für alle Sendeanlagen bei der Bundesnetzagentur für Elektrizität, Gas, Telekommunikation, Post und Eisenbahn (Bundesnetzagentur) vom jeweiligen Betreiber einer Anlage beantragt werden muss. Standortbescheinigungen werden von der Bundesnetzagentur auf der Grundlage der Verordnung über das Nachweisverfahren zur Begrenzung elektromagnetischer Felder (BEMFV) erteilt.
Die Neuregelungen umfassen insbesondere auch Regelungen zum vorsorgenden Gesundheitsschutz. Nach dem 22. August 2013 errichtete Stromtrassen dürfen Wohngebäude nicht mehr überspannen. Ebenso sind beim Ausbau der Stromnetze elektrische und magnetische Felder möglichst zu minimieren. Im Gegensatz zur bisherigen Regelung werden nicht nur gewerblich betriebene Funkanlagen, sondern auch private und hoheitlich betriebene Anlagen erfasst.
Die Verordnung berücksichtigt nach wie vor nicht die Wirkungen elektrischer, magnetischer und elektromagnetischer Felder auf elektrisch oder elektronisch betriebene Implantate.

## Geltungsbereich
Die Verordnung gilt für die Errichtung und den Betrieb von Hochfrequenzanlagen, Niederfrequenzanlagen und Gleichstromanlagen, die privaten oder gewerblichen Zwecken dienen oder im Rahmen wirtschaftlicher Unternehmungen Verwendung finden und keines förmlichen Genehmigungsverfahrens mit Beteiligung der Öffentlichkeit nach § 10 des Bundes-Immissionsschutzgesetzes (BImschG) bedürfen.
Die Verordnung betrifft ortsfeste
- Hochfrequenzanlagen, die elektromagnetische Felder im Frequenzbereich von 9 Kilohertz bis 300 Gigahertz erzeugen, ausgenommen sind Anlagen, die breitbandige elektromagnetische Impulse erzeugen und der Landesverteidigung dienen,

- Niederfrequenzanlagen zur Umspannung und Fortleitung von Elektrizität mit einer Nennspannung von 1 000 Volt oder mehr, einschließlich Bahnstromfern- und ‑oberleitungen und sonstiger vergleichbarer Anlagen im Frequenzbereich von 1 Hertz bis 9 Kilohertz,

- Gleichstromanlagen zur Fortleitung, Umspannung und Umrichtung, einschließlich der Schaltfelder von Gleichstrom mit einer Nennspannung von 2 000 Volt oder mehr.

## Grenzwerte

### Hochfrequenzanlagen
Hochfrequenzanlagen mit einer äquivalenten isotropen Strahlungsleistung (EIRP) von 10 Watt oder mehr sind so zu errichten und zu betreiben, dass bei höchster betrieblicher Anlagenauslastung die in Anhang 1a und 1b bestimmten Grenzwerte für den jeweiligen Frequenzbereich unter Berücksichtigung von Immissionen durch andere ortsfeste Hochfrequenzanlagen sowie Niederfrequenzanlagen und bei gepulsten elektromagnetischen Feldern abhängig vom Frequenzbereich zusätzlich das bis zu 32-Fache der Werte des Anhangs 1b nicht überschritten werden.
Kurzzeitige Überschreitungen sind zulässig bei einer vorübergehenden Gefahr für die öffentliche Sicherheit und Ordnung
oder zum Schutz der Sicherheit des Staates.
Bei der Auswahl von Standorten für Hochfrequenzanlagen, die nach dem 22. August 2013 errichtet werden, können die Gemeinden, in deren Gebiet die Hochfrequenzanlage errichtet werden soll, die Baumaßnahme mit dem Betreiber erörtern. Die Stellungnahme der Gemeinde ist bei der Standortwahl zu berücksichtigen (kommunale Planungshoheit).

### Niederfrequenzanlagen
Niederfrequenzanlagen, die nach dem 22. August 2013 errichtet werden, sind so zu errichten und zu betreiben, dass sie bei höchster betrieblicher Anlagenauslastung die im Anhang 1a genannten Grenzwerte nicht überschreiten, wobei Niederfrequenzanlagen mit einer Frequenz von 50 Hertz die Hälfte des in Anhang 1a genannten Grenzwertes der magnetischen Flussdichte nicht überschreiten dürfen.
Altanlagen, die vor dem 22. August 2013, aber nach dem 16. Dezember 1996 errichtet oder wesentlich geändert wurden, genießen Bestandsschutz. Es bleiben weiterhin kurzzeitige Überschreitungen der Grenzwerte um nicht mehr als 100 % für längstens 72 Minuten innerhalb von 24 Stunden zulässig sowie kleinräumige Überschreitungen der Grenzwerte der elektrischen Feldstärke um nicht mehr als 100 % außerhalb von Gebäuden, soweit diese nicht im Einzelfall für die Nachbarschaft unzumutbar sind.
Niederfrequenzanlagen mit einer Frequenz von 16,7 Hertz, die vor dem 22. August 2013 errichtet worden sind, dürfen noch bis zum 22. August 2018 bei höchster betrieblicher Anlagenauslastung den im Anhang 1a genannten Grenzwert der elektrischen Feldstärke um bis zu 100 % überschreiten.
Diese Ausnahmen gelten jedoch nicht für eine wesentliche Änderung von Niederfrequenzanlagen in der Nähe von Wohnungen, Krankenhäusern, Schulen, Kindergärten, Kinderhorten und Spielplätzen. In diesen Gebäuden oder auf diesen Grundstücken müssen auch die maximalen Effektivwerte der elektrischen Feldstärke und magnetischen Flussdichte ausnahmslos den neuen Grenzwerten entsprechen.

### Gleichstromanlagen
Gleichstromanlagen sind so zu errichten und zu betreiben, dass bei höchster betrieblicher Anlagenauslastung der in Anhang 1a genannte Grenzwert der magnetischen Flussdichte nicht überschritten wird sowie Wirkungen wie Funkenentladungen auch zwischen Personen und leitfähigen Objekten, die zu erheblichen Belästigungen oder Schäden führen können, vermieden werden. Dabei sind alle relevanten Immissionen zu berücksichtigen.

### Zulässige Höchstwerte

#### Anhang 1a
| Frequenz (f) in Hertz (Hz) | elektrische Feldstärke in Kilovolt pro Meter (kV/m) (effektiv) | magnetische Flussdichte in Mikrotesla (μT) (effektiv) |
| -------------------------- | -------------------------------------------------------------- | ----------------------------------------------------- |
| 0                          | –                                                              | 500                                                   |
| 1–8                        | 5                                                              | 40 000/f2                                             |
| 8–25                       | 5                                                              | 5 000/f                                               |
| 25–50                      | 5                                                              | 200                                                   |
| 50–400                     | 250/f                                                          | 200                                                   |
| 400–3 000                  | 250/f                                                          | 80 000/f                                              |
| 30 000–10 000 000          | 0,083                                                          | 27                                                    |

#### Anhang 1b
| Frequenz (f) in Megahertz (MHz) | elektrische Feldstärke in Volt pro Meter (V/m) (effektiv) | magnetische Feldstärke in Ampere pro Meter (A/m) (effektiv) |
| ------------------------------- | --------------------------------------------------------- | ----------------------------------------------------------- |
| 0,01–1                          | 87                                                        | 0,73/f                                                      |
| 1–10                            | 87/f1/2                                                   | 0,73/f                                                      |
| 10–400                          | 28                                                        | 0,073                                                       |
| 400–2 000                       | 1,375 f1/2                                                | 0,0037 f1/2                                                 |
| 2 000–300 000                   | 61                                                        | 0,16                                                        |

Die Überschreitung der maßgeblichen Grenzwerte bei Errichtung, Betrieb oder Änderung einer Anlage kann als Ordnungswidrigkeit mit einem Bußgeld von bis zu 50 000 Euro geahndet werden (§ 9 Nr. 1 und Nr. 2 26. BImschV, § 62 Abs. 1 Nr. 7, Abs. 4 BImschG).